# ヘクサムの戦い
ヘクサムの戦い（Battle of Hexham）は、1464年5月15日、エドワード4世の治世の早い時期に行われた薔薇戦争中の戦いで、北イングランドにおける主なランカスター派の抵抗の終焉をもたらした戦いであった。
戦闘はノーサンバーランドのヘクサム（Hexham）の町の近くで行なわれた。後にモンターギュ侯となるモンターギュ卿ジョン・ネヴィルは、3,000から4,000という、軍隊というにはつつましい程の兵を指揮して、反逆者ランカスター派を打ち負かした。サマセット公ヘンリー・ボーフォートを含む反乱の指導者の大部分が捕えられて、処刑された。だがヘンリー6世は、今回はなんとか無事に逃げ延び（彼はこれまでの人生の中で、3回戦闘中に捕獲されている）、北へ落ち延びていった。
ランカスター派内部の求心力の低下に伴い、ただ少数の城だけが反逆者の手元に残っている、という状態であった。残るそれらの城がその年遅くに落ちた後、ウォリック伯が1469年にランカスター派に鞍替えするまで、エドワード4世にはもはや大した障害はなかった。

## 戦闘の背景
ヘッジレイ・ムーアの戦いの後、ランカスター派はヨーク派が1463年にスコットランドとの和平交渉を完了させるのを妨げ損ねた。そして間もなく、ヨーク派とスコットランドとの和平は彼らの北の作戦基地を脅かすという事に気づいた。そこでランカスター派は、エドワード4世の巨大な軍がレスターに集結して反乱鎮圧のために北進を開始する前に、国内のランカスター派支援を集めるための軍事行動を開始することにした。
ランカスター派軍はサマセット公の指揮の下、1464年4月下旬にノーサンバランドを通過移動しつつ、ランカスター派駐屯地から支援を集め続け、5月初旬にはヘキサム近くに駐屯した。エドワード4世の前衛を預かるモンターギュ卿配下のヨーク派軍は北へと疾走し、1464年5月14日、両軍はヘキサムの町の外で衝突した。

## 戦闘の経過
詳細な戦場の位置、編成と兵数と出来事等については不明であるが、しかしこの戦闘は比較的無血であったと思われる。
ランカスター派の陣は、ヘクサムのやや南、デヴィルズ・ウォーター（Devil's Water）に架かるリネルズ橋（Linnels Bridge）の近くにあった。ヨーク派は5月12、13日の夜にタイン川（Tyne）の南の土手を越えて、14日の朝にはヘクサムを攻撃可能な位置に陣取っていた。恐らくヨーク派の進軍速度のあまりの速さにランカスター派の偵察部隊からの警鐘が遅れて、ランカスター派には充分な戦闘準備の時間はなかった。
サマセット公は彼の軍隊をリネルズ橋の近くまで急いで移動させ、横並びの3軍に分かれるよう再編成した。彼としては、ヨーク派がヘクサムに入る前に、何とかして街の外での戦闘に持ち込みたかった。ランカスター派より早く布陣の完了していたヨーク派は、ランカスター派よりもやや優位な高い丘に陣取っていて、そこからランカスター派の陣に突撃した。ヨーク派の前進を見るや否や、ルーシュ卿によって指揮されたランカスター派の中央部隊は向きを変えて、衝突もしないうちに橋を渡ってヘクサムの中に逃げ込んでしまった。ランカスター派の士気は崩壊し、若干の残存兵も名ばかりの抵抗の後に川に追い落とされた。この日の死傷者の大半は、この川で溺死したか、川から上がってヘクサムの街に向かって土手を登る最中に殺された。しかし大部分は、ただ進軍するだけのヨーク派に捕獲され、捕虜にされた。

## 戦闘の余波
この戦いの終わった夜、モンターギュ卿は30人のランカスター派をヘクサムで処刑した。その中にはサマセット公やルース卿も含まれていた。ウィリアム・テイルボーイズ卿（Sir William Tailboys）は、ヘンリーの軍資金の2000ポンドとともに、すぐに捕えられた。イングランド北部でのランカスター派の抵抗は、その指導者を失った事で崩壊し、そしてヘンリー6世がランカシャーのクリスロー（Clitheroe）で捕えられたとき、反乱は実質的にその幕を閉じた。
比較的平和な期間はこの後、1469年にウォリック伯がランカスター派支持に乗り換えるまで続くことになる。